# The Battle of the River Plate
The Battle of the River Plate is een Britse oorlogsfilm uit 1956 onder regie van Michael Powell en Emeric Pressburger over de Zeeslag bij de Río de la Plata. Destijds werd de film in Nederland uitgebracht onder de titel De ondergang van de Graf Spee.

## Verhaal
Tijdens de Tweede Wereldoorlog is Hans Langsdorff de kapitein van het Duitse vestzakslagschip Admiral Graf Spee. Met zijn schip valt hij koopvaardijschepen aan in de zuidelijke Atlantische Oceaan. De Britse vloot moet die acties verhinderen.